# Jennifer Crystal
Jennifer Amie Crystal, auch Jennifer Amie Crystal Foley (* 26. Januar 1973 in Los Angeles, Kalifornien), ist eine US-amerikanische Schauspielerin.

## Leben und Leistungen
Die Tochter von Billy Crystal schloss im Jahr 1994 ein Studium an der Northwestern University ab. Sie debütierte im Jahr 1991 in der Fernsehserie Sessions und wurde für ihre Darstellung im Jahr 1992 für den Young Artist Award nominiert. Ihre erste Filmrolle spielte sie an der Seite ihres Vaters in der Abenteuerkomödie Die goldenen Jungs (1994).
Im Fernsehdrama Heidi Fleiss – Skandal in Hollywood (1996) spielte Crystal eine der größeren Rollen. Eine größere Rolle spielte sie auch im Sportdrama 61* (2001) von Billy Crystal, welches zahlreiche Preise und Nominierungen – darunter für den Emmy in der Kategorie Bester Fernsehfilm – erhielt. Im Jahr 2004 wurde sie in der Oprah Winfrey Show interviewt.
Crystal heiratete im Jahr 2000 Michael Foley, mit dem sie bereits während des Studiums eine Beziehung verband. Sie hat eine im Jahr 2003 geborene Tochter.

## Filmografie (Auswahl)
- 1991: Sessions (Fernsehserie)
- 1994: Die goldenen Jungs (City Slickers II: The Legend of Curly’s Gold)
- 1995: Flucht im roten Cadillac (Girl in the Cadillac)
- 1995: Die andere Mutter (Losing Isaiah)
- 1995: Hallo, Mr. President (The American President)
- 1995: Dracula – Tot aber glücklich (Dracula: Dead and Loving It)
- 1996: Heidi Fleiss – Skandal in Hollywood (The Making of a Hollywood Madam)
- 1997: 35 Miles from Normal
- 1997: Ein Vater zuviel (Fathers' Day)
- 2000–2001: Noch mal mit Gefühl (Once and Again, Fernsehserie)
- 2001: 61*
- 2002: A Midsummer Night's Rave
- 2008–2012: Dr. House (House, Fernsehserie)
- 2009: Bride Wars – Beste Feindinnen (Bride Wars)
- 2012: Die Bestimmer – Kinder haften für ihre Eltern (Parental Guidance)